# Macrosiphum corylicola
Macrosiphum corylicola är en insektsart. Macrosiphum corylicola ingår i släktet Macrosiphum och familjen långrörsbladlöss. Inga underarter finns listade i Catalogue of Life.